# 프랑켄슈타인의 괴물: 산다 대 가이라
프랑켄슈타인의 괴물: 산다 대 가이라(Frankenstein's Monsters: Sanda Vs. Gaira)는 일본에서 제작된 혼다 이시로 감독의 1966년 공포, SF 영화이다. 러스 탬블린 등이 주연으로 출연하였고 루벤 버코비치 등이 제작에 참여하였다.

## 출연

### 주연
- 러스 탬블린
- 쿠미 미즈노

### 조연
- 사하라 켄지
- 나카무라 노부오
- 타자키 준
- 이토 히사야
- 타지마 요시후미
- 야마모토 렌
- 킵 해밀턴
- 노무라 코조
- 키리노 나다오
- 히로세 쇼이치
- 오카베 타다시
- 우노 코지
- 사와무라 이키오
- 쿠노 세이쉬로
- 마츠모토 센쇼
- 무츠미 고로
- 나카지마 하루오
- 세키다 유
- 후지키 유

## 제작진
- 미술: 키타 타케오